# A.S.D. Torviscosa
Associazioen Sportiva Dilettantistica Torviscosa là một câu lạc bộ bóng đá Ý đến từ Torviscosa, Friuli-Venezuelaia Giulia.
Trong mùa giải 2010-11, từ Serie D, bảng C đã xuống hạng Eccellenza Friuli - Venezia Giulia.
Màu sắc của đội là trắng và xanh.